# Schloss Köppach

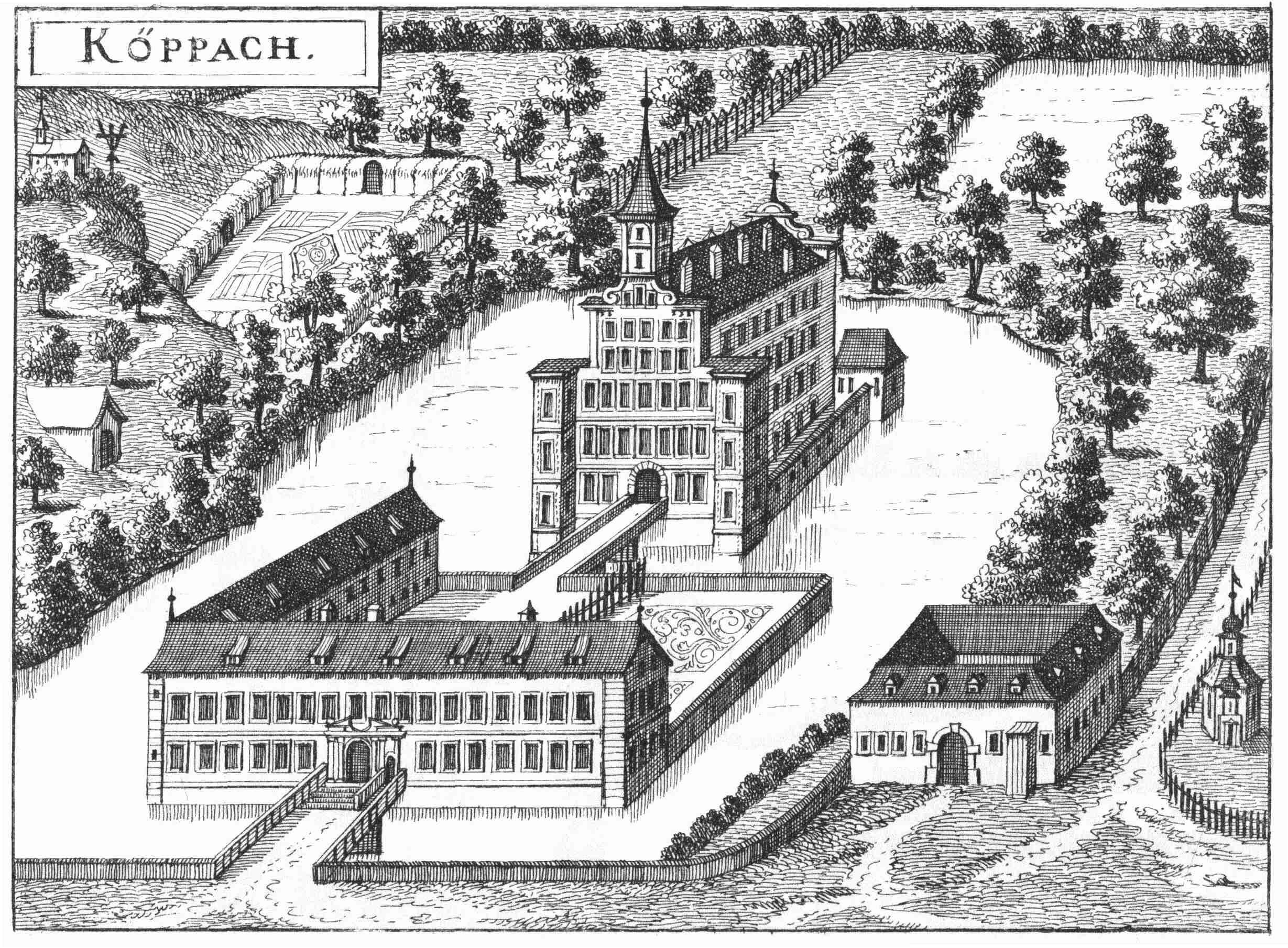
Schloss Köppach nach einem Stich von Georg Matthäus Vischer von 1674 aus der Topographia Austriae superioris modernae

Das Schloss Köppach war ein Schloss im gleichnamigen Ortsteil der Gemeinde Atzbach im Bezirk Vöcklabruck von Oberösterreich.

## Geschichte
Köppach wird als Schaunberger Lehen des Ulrich der Anhanger von Cottpach erstmals 1344 erwähnt, wobei der Ort Atzbach (Otespach, Chotebach) bereits im Jahre 1120 genannt wurde. Die Anhanger waren ein Ministerialengeschlecht der Schaunberger. Nach der Niederlage der Schaunberger gegen Herzog Albrecht III. ging die Lehenshoheit über Köppach an die Wallseer über.
Peter der Anhanger überschrieb 1394 seiner Frau ein Viertel des Schlosses. Über Benigna Anhanger kam das Schloss Köppach 1551 an ihren Mann Wolfgang Jörger. Die Jörger hatten die Köppacher Herrschaft bis 1638 inne. Über den Erbweg kam nach dem letzten Jörger namens Helmhart seine Tochter Anna Magdalena in den Besitz von Köppach. Von dieser kam der Besitz an ihren Mann Franz Albrecht von Harrach. Der verkaufte Köppach an seinen Schwager David Ungnad von Weißenwolff. Ebenfalls als Heiratsgut der Josefa Ungnad von Weißenwolff gelangte Köppach 1722 an den Fürsten Johann Wilhelm Trautson. Dessen Tochter Maria war mit Fürst Karl Josef Auersperg vermählt, und so kam Köppach 1744 an die Auersperg. Unter ihnen wurde 1756 wurde das Gut zerstückelt, das heißt, der dazugehörige Meierhof wurde an Bürgersleute verkauft, die ausgedehnten Wälder verblieben beim Schloss. 1754 folgte als Besitzerin Gräfin Josepha von Auersperg, im Jahre 1888 Karoline, die Tochter des Vinzenz von Auersperg. 1888 kamen das Schloss und das dazugehörige Gut an Johann Nepomuk Fürstenberg und 1904 an Landgraf Eduard Egon.
Das Schloss wurde ohne den Waldbesitz an den Apotheker Ottokar Daubrava verkauft. Am 11. August 1921 ging das Schloss durch Kauf an Johann Kiener aus Atzbach über. Die noch vorhandenen Teile der einstmals weitläufigen Anlage (Spitalsgebäude) sind auch heute in Privatbesitz. An das abgetragene Schloss erinnert noch eine Teichanlage; unter der daneben liegenden Wiese sind die Reste des Schlosses eingegraben.

## Beschreibung
Wie auf dem Stich von Georg Matthäus Vischer von 1674 zu sehen ist, stand das Schloss in einer ausgedehnten Teichanlage. Vor dem eigentlichen Schloss stand ein zweigeschoßiger Vorbau mit einem Seitenflügel und einer gegen den Teich errichteten Mauer, der über eine Brücke erreichbar war. Dieser Bau zeigt ein prächtiges säulengeschmücktes Eingangsportal. Über eine weitere Brücke gelangte man zu dem eigentlichen Schloss, ein fünfgeschoßiger Bau mit zwei abgeflachten Seitentürmen und überragt von einem spitzen Turm. Außerhalb der Teichanlage befinden sich ein Meierhof sowie ein Kapellenbau.
Am 25. Juli 1858 brannte das mehrstöckig erbaute Schloss durch Blitzschlag nieder und wurde danach nur noch zweistöckig aufgebaut. Nach einem schweren Hagelunwetter in den 60er Jahren des vorigen Jahrhunderts wurde das Schloss 1962 bis auf den jetzt noch erhaltenen Gebäudeteil abgetragen. Erhalten geblieben sind die ehemalige Schlosskapelle St. Jakob, das neu renovierte Herrschaftsspital, das heute als Wohnanlage dient, und das ehemalige Gerichtsgebäude. Erhalten ist auch das Mausoleum der Köppacher, in dessen Gruft die Schlossbesitzer ruhen. Dieses Mausoleum besitzt oberhalb des Einganges ein Wappen. Links vom Altar befindet sich ein Relief aus Marmor, das die Auferstehung Christi zeigt. Hinter dem Altar findet sich folgende Inschrift: „Der Pfleger Franz Blaschek ließ die Kapelle 1845 durch den Linzer Johann Feichtinger malen und 1948 durch den Maler Stefan Rusche-Wolfsegg renovieren.“ Ein prächtiger Keramikofen im Renaissancestil kam vom Schloss Köppach in das Schloss Ennsegg.

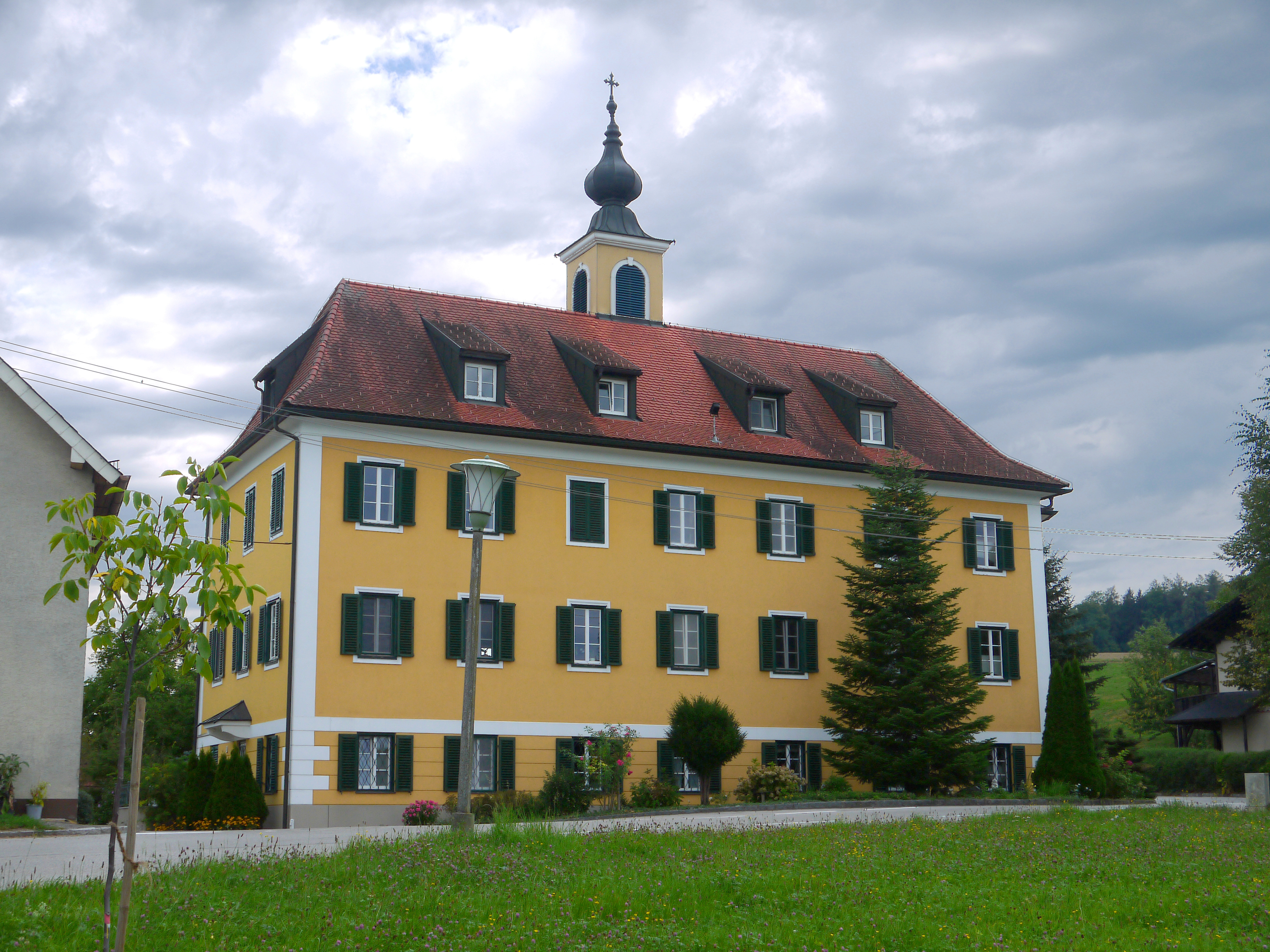
Schloss Köppach – Spitalsgebäude
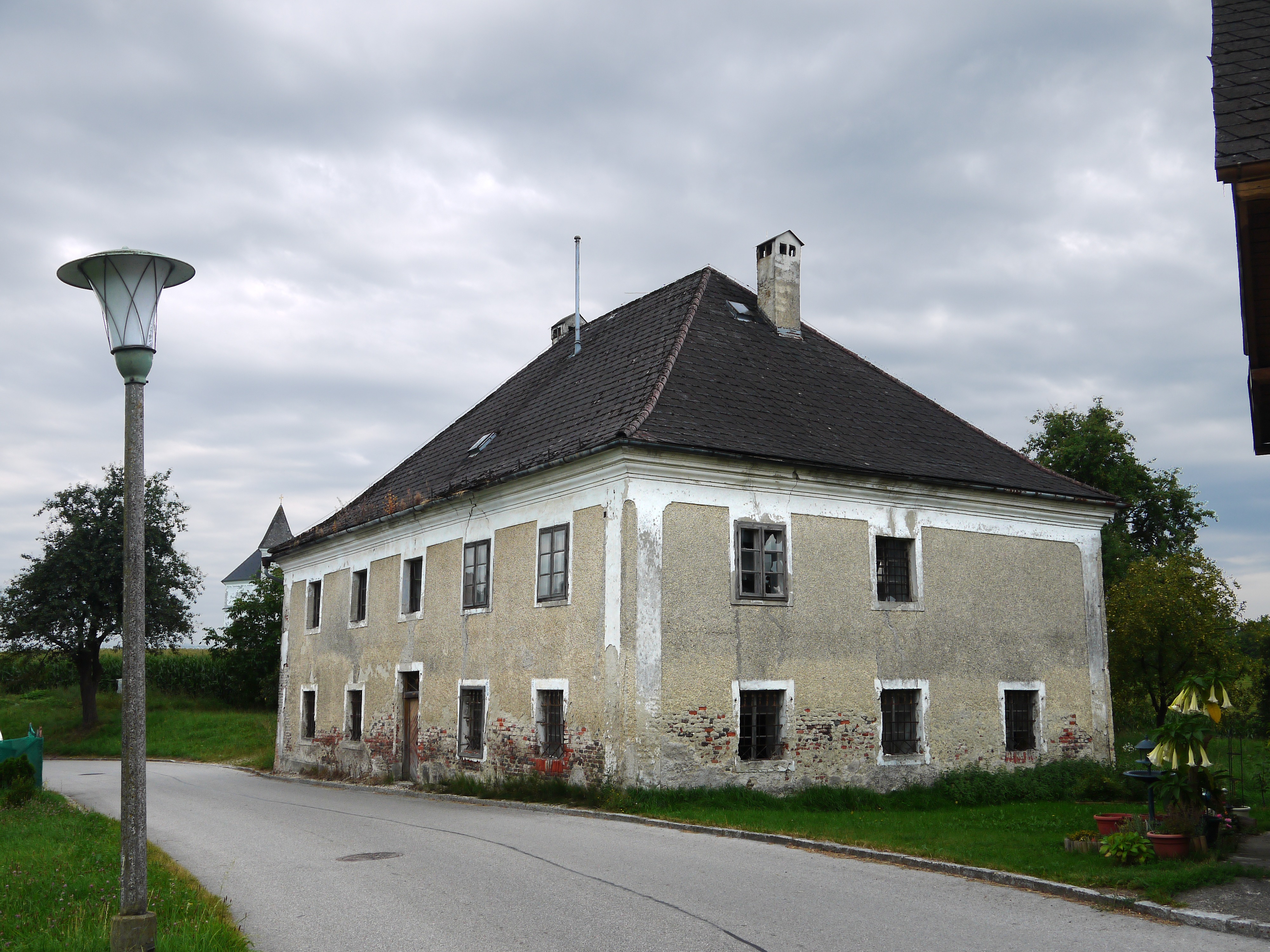
Gerichts- und Gefängnisgebäude von Atzbach
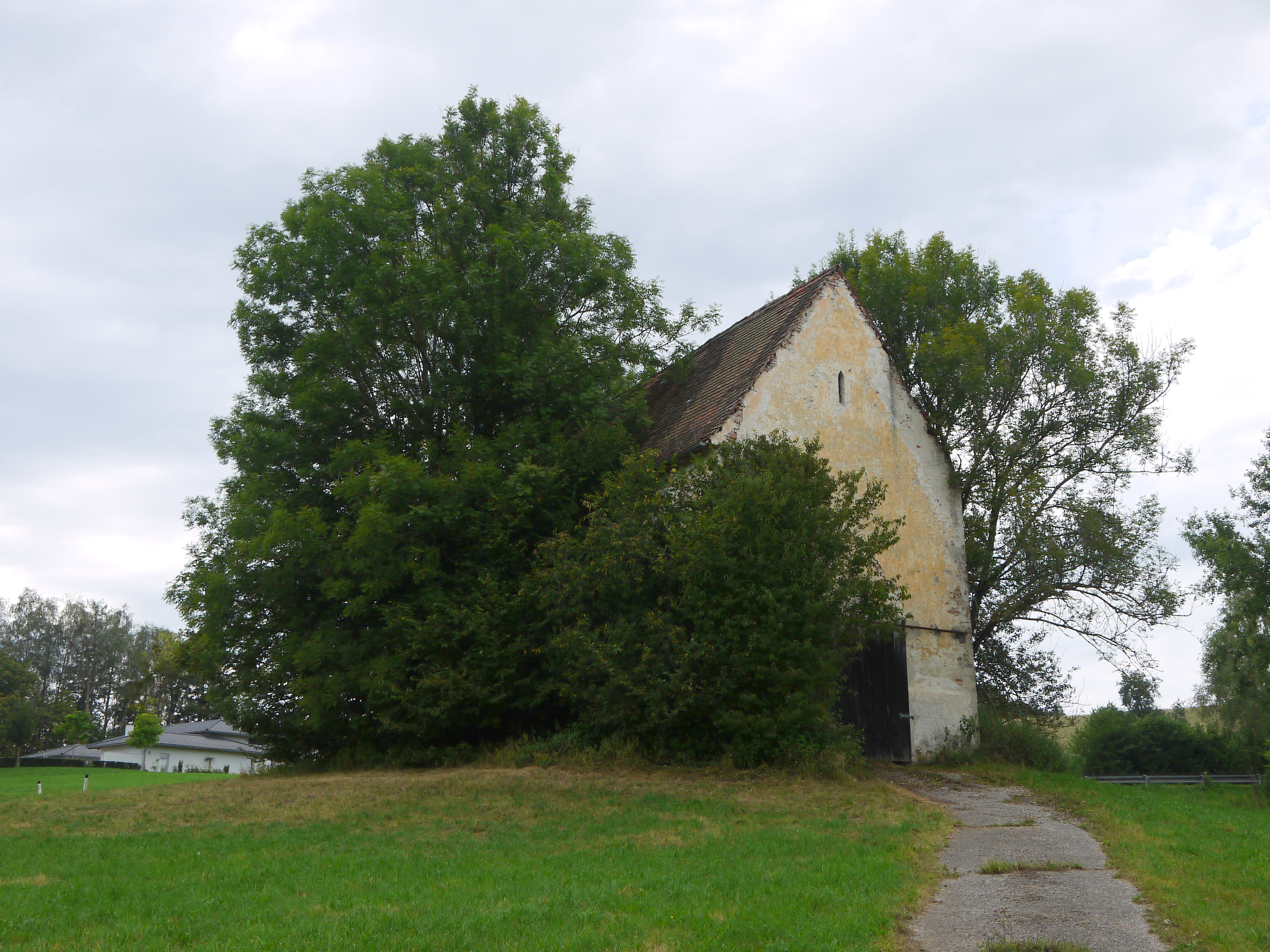
Schlosskapelle St. Jakob
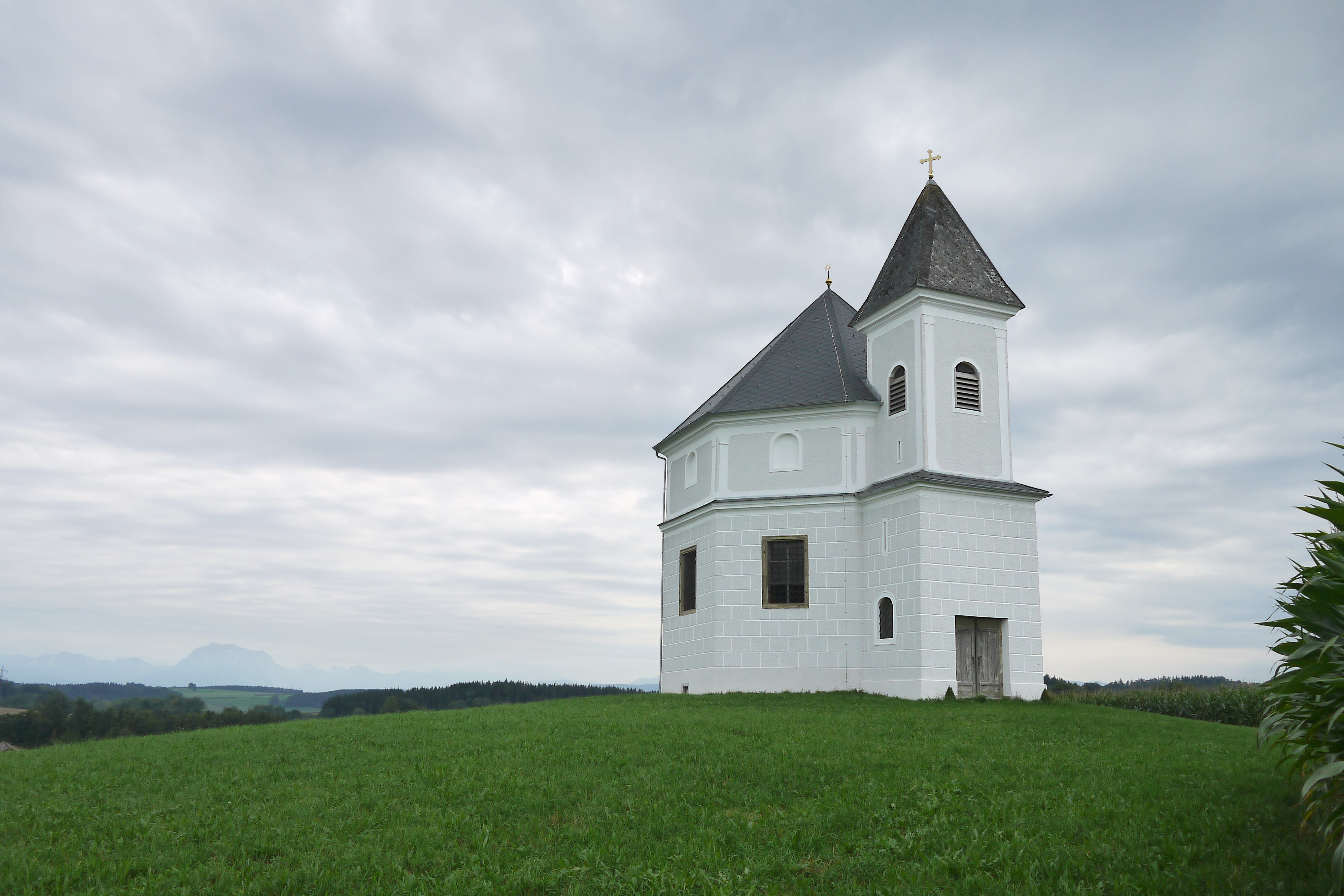
Kapelle hl. Maria, Auersperg’sche Gruftkapelle
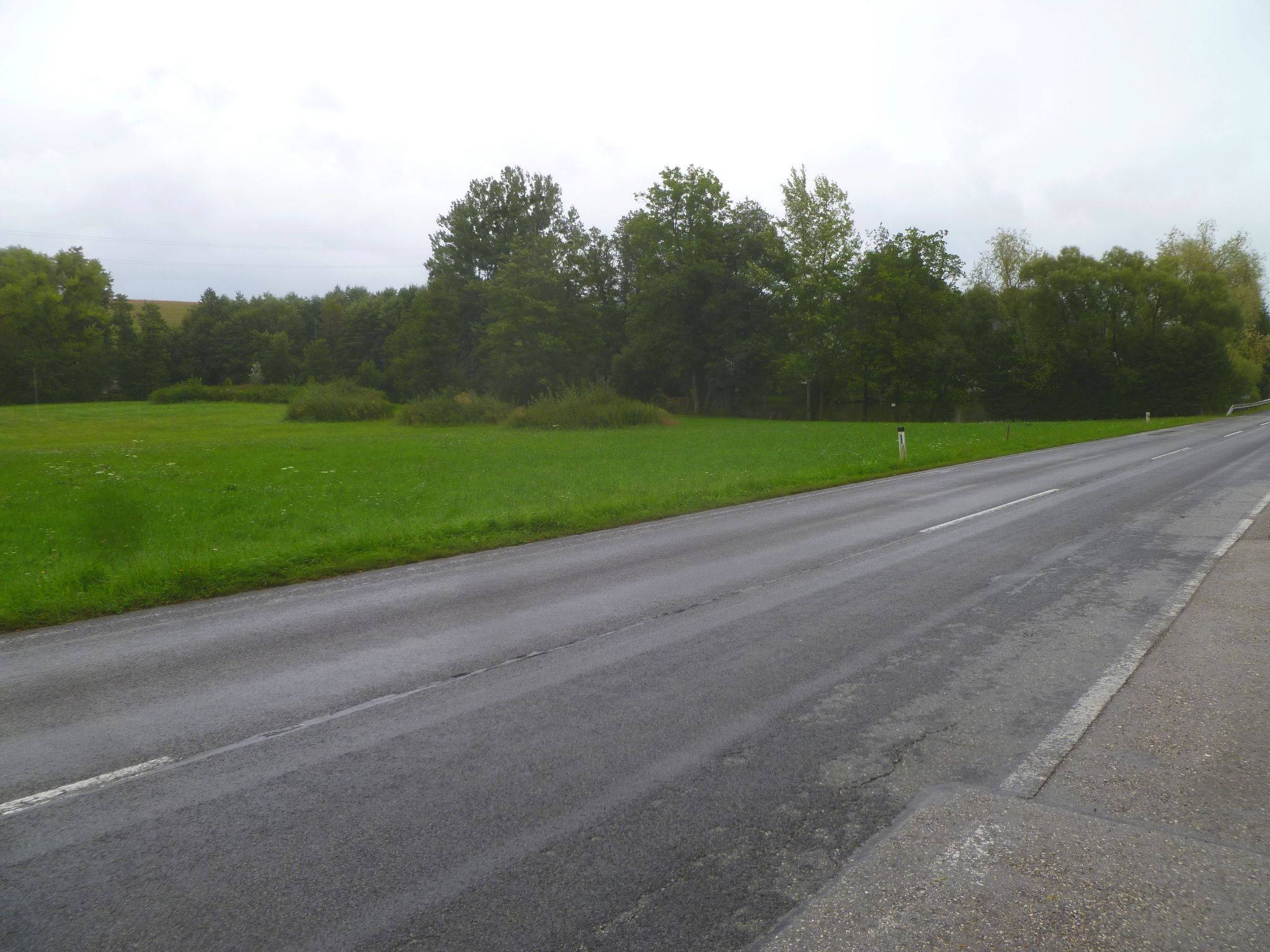
Teich und Lageplatz von Schloss Köppach